# Supaplex
Supaplex är ett datorspel som är skapat av Michael Stropp och Philip Jespersen för Dream factory.
Spelet är en Boulder Dash-klon och lanserades år 1991. Målet med spelet är att samla in ett visst antal regnbågsformade trianglar medan man undviker fallande kulor, monster, elfält och mycket mer.